# 俄罗斯的腐败
俄罗斯的腐败 被认为是一个非常严重的问题， 它影响了生活的各个方面，包括经济， 商业， 政治， 公共管理， 执法， 卫生， 和教育。 它阻碍了经济发展，助长了不平等，并破坏了民主和人权。 腐败现象深深植根于公共治理的历史模式中，并被归因于该国法治的普遍薄弱。 透明国际在2022年表示，“腐败在俄罗斯是普遍存在的”，并在2021年的腐败感知指数中将其评为欧洲最差的国家。 在普京政权下，俄罗斯被不同地描述为寡头政治， 寡头政治， 和财阀政治；这归因于其裙带资本主义经济体制。
根据理查德·帕尔默（Richard Palmer）的说法，他在1990年代初担任美国驻莫斯科大使馆的中央情报局（CIA）站长，苏联解体和俄罗斯崛起的同时，发生了将数十亿美元等值资金从苏联国家财政非法转移到欧洲和美国私人账户的事件。这是由苏联体系各个角落的精英通过利用克格勃（KGB）在冷战期间发展出的西方银行知识进行的。帕尔默形容这一现象，就像在美国，“国会大多数成员以及司法部、财政部的官员，联邦调查局（FBI）、中央情报局（CIA）、国防情报局（DIA）、国税局（IRS）、联邦法警、边境巡逻、州和地方警察；美联储；最高法院法官”等都在参与“大规模的腐败”。
在德米特里·梅德韦杰夫（Dmitry Medvedev）总统任期内，贿赂的平均金额增加。据俄罗斯内务部经济犯罪打击局的数据显示，2008年，平均贿赂金额为9,000卢布；2009年为23,000卢布；2010年为61,000卢布；2011年为236,000卢布——这使得2011年贿赂的平均金额是2008年的26倍，远超同期的通货膨胀率。
2024年腐败感知指数对180个国家的公共部门进行了评分，评分范围从0（“高度腐败”）到100（“非常清廉”），并根据得分对这些国家进行了排名。排名第一的国家被认为拥有最诚实的公共部门。 俄罗斯的排名为第154位，得分22，这是自2012年现行评分制度开始以来的最低得分。与全球得分比较，最高得分为90（排名第一），平均得分为43，最低得分为8（排名第180位）。 与东欧和中亚国家的得分比较，得分最高的国家为53，平均得分为35，最低得分为17。
在弗拉基米尔·普京（Vladimir Putin）第二次担任总统的初期，俄罗斯在腐败感知指数中的排名从2004年的第90位下降到2005年的第126位，下降了36位。
根据克里姆林宫幕僚长谢尔盖·伊万诺夫（Sergei Ivanov）的说法，俄罗斯最腐败的领域（按家庭腐败计算）是医疗、教育、住房和公共服务。 相比之下，独立专家来自《RBC杂志》指出，执法机构（包括国家交通安全监察局）是俄罗斯最腐败的领域，其次是医疗、教育、住房和公共服务，以及社会保障服务。 然而，在政府层面，腐败的五大领域如下：政府合同和采购；许可证和证书的发放；执法机构；土地分配和土地关系；建筑。
关于俄罗斯腐败成本的估算存在差异。 根据俄罗斯统计局（Rosstat）的官方政府统计数据，2011年“影子经济”仅占俄罗斯GDP的15%，其中包括未申报的薪资（为了避免税收和社会支付）和其他类型的逃税行为。 根据Rosstat的估算，2011年腐败占GDP的3.5%到7%。相比之下，一些独立专家认为腐败消耗了俄罗斯GDP的25%。 另外，贿赂的主要焦点也发生了有趣的变化：以前官员收受贿赂是为了对违法行为视而不见，而现在他们收取贿赂仅仅是为了履行自己的职责。 许多专家承认，自2010年代以来，俄罗斯的腐败已经成为一种商业行为。在1990年代，商人们必须向不同的犯罪团伙支付费用以获得“保护”（即“krysha”）。如今，这一“保护”功能由官员来履行。腐败的层级结构已经渗透到不同的经济领域， 包括教育领域。
最终，俄罗斯民众为这种腐败付出了代价。 例如，一些专家认为，住房、水、电和燃气费用的快速上涨，远远超过了通货膨胀的速度，是高级别腐败带来的直接结果。 自2010年代以来，对腐败的反应发生了变化：从普京的第二任期开始，很少有腐败案件引发公众愤怒。普京的体制以其公然且广泛的公务员与商业界合并而闻名，同时利用亲戚、朋友和熟人从预算支出中获益并接管国有财产。企业、财产和土地掠夺司空见惯。 结果是腐败的正常化。
一些学者认为，俄罗斯建立的威权政体和基于国家-企业经济体制的等级社会，在这种体制中，腐败行为的扩散是维持整个权力系统的不可或缺的机制，这代表了实施有效刑事政策反腐败的根本障碍。

### 军队中的腐败
2024年4月，俄罗斯副国防部长铁木尔·伊万诺夫被俄罗斯联邦当局逮捕，因涉嫌接受“特别大规模”的贿赂。
前副国防部长德米特里·维塔利耶维奇·布尔加科夫.
总人事局局长，少将Yury Vasilyevich Kuznetsov
2024年5月22日，信号部队总局局长，副总参谋长少将瓦迪姆·沙马林因涉嫌收受贿赂被逮捕。
国家防务订单提供部门负责人Vladimir Verteletsky。
军事建筑公司总经理Andrey Belkov。
2024年7月30日，军供公司总经理Vladimir Pavlov被拘留，次日因涉嫌大规模欺诈被起诉。
2024年8月2日，Patriot Park负责人Vyacheslav Akhmedov和国防部创新部副部长Vladimir Shesterov因涉嫌挪用公款被逮捕。
现代俄罗斯的反腐败运动始于1992年4月4日，当时总统鲍里斯·叶利钦签署了一项题为“反腐败的公职服务”的法令。该法令禁止官员从事商业活动。此外，国家员工需要提供其收入、个人财产和房地产 holdings、银行存款和证券以及财务负债的信息。该法令的实施，由总统控制局负责，这为反腐败和公务员法的制定奠定了基础。俄罗斯于2008年通过了第一批反腐败法，这一举措是响应其批准联合国的反腐败公约和欧洲委员会的“反腐败刑法公约”而采取的。2008年5月，时任总统德米特里·梅德韦杰夫签署了“反腐败措施”法令。从那时起，俄罗斯实施了许多变化，旨在打击贿赂和改善商业环境。俄罗斯反腐败运动是俄罗斯政府为遏制腐败所做的持续努力，腐败被认为是俄罗斯最严重的问题之一。该运动的核心文件包括2009年梅德韦杰夫提出的国家反腐败计划和2010年提出的国家反腐败战略。反腐败委员会是该运动的核心机构，该委员会成立于2008年。梅德韦杰夫将反腐败作为他总统任期的重点之一。在反腐败委员会的第一次会议上，梅德韦杰夫于2008年9月30日表示：“我将重复一件简单但非常痛苦的事情。我们国家的腐败已经猖獗。它已经变得司空见惯，成为俄罗斯社会的一个特征。” 然而，2022年，俄罗斯开始撤回之前的国际承诺，放弃了一些推动国家立法改革的条约，因为俄罗斯在2022年启动了退出反腐败刑法公约的程序，并且民间社会在反腐斗争中的参与逐渐受到打压。
2012年，政府通过了一项新法，要求公职人员和国家机关工作人员披露其资金来源以及个人和家庭的财产，包括不动产、证券、股票和车辆。该法律还首次定义了与公职人员相关的利益冲突，并将反腐败立法扩展到军事领域。对《联邦反腐败法》第273号的最后一次修改是在2012年12月进行的，并于2013年1月1日生效。通过将《反腐败法》中的第13.3条款进行升级，俄罗斯在强化其反腐败立法框架方面迈出了重要一步，使其与国际上公认的最佳实践对接，如2010年《英国反贿赂法》和美国的海外反腐败法。反腐败法第13.3条要求各组织制定和实施反腐败措施，例如： (i) 指定特定部门或官员负责预防腐败及相关犯罪； (ii) 与执法机构合作； (iii) 制定并实施道德商业实践的标准和程序； (iv) 为员工建立道德行为规范； (v) 预防和解决利益冲突； (vi) 防止提交虚假或未记录的报告及使用伪造文件。俄罗斯在2012年也加入了经济合作与发展组织反贿赂公约，并在2013年担任G20主席国，反腐败成为议程上的三个主要议题之一。因此，企业应积极确保遵守反腐败法的新修正案。

### 反洗钱倡议
腐败与洗钱有明显的联系，因为腐败官员的赃款如果没有被转移、分层并融入全球金融网络，几乎没有任何用处。腐败所得可能会在没有严格反洗钱措施的司法管辖区或在银行保密严格的国家进行洗钱。这也是为什么普京总统在2012年和2013年（在塞浦路斯事件后）支持的“去离岸化”政策通常被认为是新的反腐败措施。政府近期在逐步加强对组织和公民金融操作的控制方面的举措，已成为俄罗斯联邦金融监管局的主题。2013年6月30日通过了一项法律，提出了旨在增加货币交易透明度和加强俄罗斯反洗钱措施的法律修正案。该法增加了对企业和公民金融操作的控制。
对企业来说，最重要的修正案是修改了银行活动的监管。这些修正案对信贷机构产生了重大影响，信贷机构很可能需要修改其内部反洗钱政策和客户身份识别程序。它们允许银行要求客户披露交易目的。然而，这样做可能会妨碍商业活动，包括可能的支付延迟。

### 反腐败国家计划
俄罗斯总统弗拉基米尔·普京批准了2014至2015年度的新反腐败国家计划。总统命令执行和立法机关在2014年7月1日之前，对其反腐败计划进行相关修订，并确保对其执行进行控制。相关命令已包含在2014–2015年反腐败国家计划中。
科米共和国的州长因盗用国家资金而被逮捕。

### 反腐败基金会

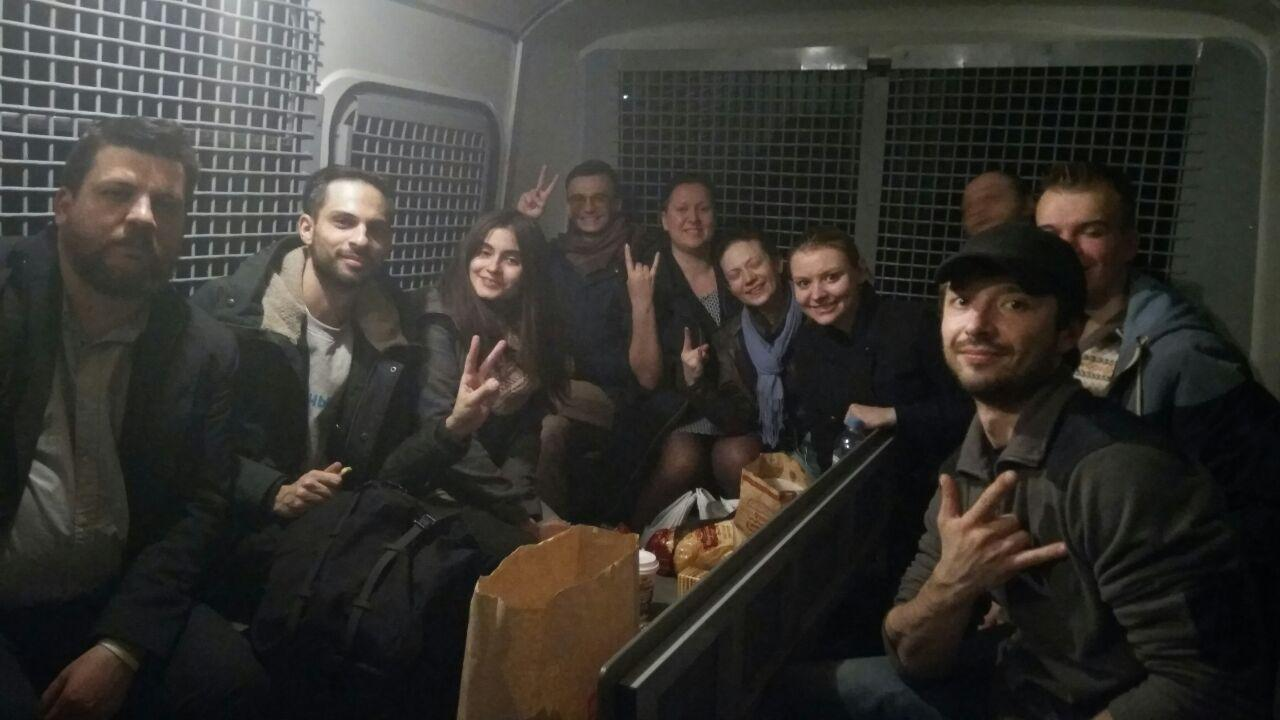
2017年3月26日，反腐败基金会的志愿者和员工被逮捕

反腐败基金会是一个总部位于莫斯科的非营利组织，由活动家和政治家阿列克谢·纳瓦尔尼于2011年成立。其主要目标是调查并揭露俄罗斯高级政府官员的腐败案件，过去几年中他们成功地进行了这一工作。
纳瓦尔尼经常公开揭露忠于普京的腐败体制的问题。他和反腐败基金会在俄罗斯社交媒体上有很大的影响力，此外，由于俄罗斯政府普遍对社交媒体的兴趣缺乏，这使得俄罗斯的这一反对派在年轻且受过教育的俄罗斯人群体中拥有相当大的支持。
这个非政府组织在其存在期间进行了多项调查，并就高级官员涉及腐败的情况提出了不同的报告。然而，这些材料被刑事司法系统忽视，只有在为了抹黑该组织时才被考虑。
他对你来说并不邪恶是一部2017年的俄罗斯纪录片，详细描述了当时的俄罗斯总理德米特里·梅德韦杰夫的腐败行为。该片估计梅德韦杰夫挪用了12亿美元。该视频在首日获得了约150万次观看，发布一周后，这一数字飙升至700万，超过了阿列克谢·纳瓦尔尼和反腐败基金会的另一部影片Chaika的观看次数。到2019年5月，视频的观看次数达到了3000万次。
2019年，俄罗斯法院将反腐败基金会认定为外国代理人。 2021年，启动了一个诉讼程序，旨在将该组织认定为极端主义并进行解散。

### 公民参与
2023年9月，俄罗斯YouTuber亚历山大·诺兹德里诺夫因在乌克兰散布关于俄罗斯武装部队的“虚假信息”而被判处8.5年监禁。他于2022年3月被拘留，调查人员指控他发布了一张基辅被炸建筑的照片。诺兹德里诺夫在他的YouTube频道上公开指责地方政府的腐败，并否认发布了来自乌克兰的照片。他的律师奥列西娅·帕纽日娃表示，对诺兹德里诺夫的案件表明，“任何 … 有公开活动，揭露腐败警察、法官和其他执法人员犯罪行为的人，都可能被关进监狱。”

## 研究
透明国际俄罗斯2012年的报告显示了一系列活动，让公民有机会监控腐败。该组织与青年人权运动合作，在20个城市开展了一项大规模运动，检查警察的身份证明标签。这是一项积极的举措，旨在阻止小额腐败。如果警察可以被识别，他们就不太可能索要贿赂。透明国际俄罗斯还帮助学生监控俄罗斯公职人员的收入声明，并公布结果，监控了6亿卢布（1900万美元）公共资金用于社会性组织的使用，发现了几起利益冲突案例。它提供了关于使这一过程更加透明和负责任的分析和建议。该非政府组织与所有个人和团体、营利和非营利公司及组织以及致力于反腐败的机构合作，进行腐败相关问题的专业分析，并试图解释腐败蔓延的原因、其政治和社会影响，并分析未来的可能情境。
2014年12月9日，《新闻社》报道称，国家反腐委员会主任基里尔·卡巴诺夫在节目中承认，三分之一的俄罗斯官员是腐败的。截至2015年，俄罗斯官员时常被指控花费奢侈品，如豪华汽车、豪宅或衣物，远远超过其声明的收入。
一项关于1750年代至1830年代俄罗斯国家腐败的2018年研究发现，“根据我们对样本记录的分析，似乎从‘常规’腐败中提取的资源量出乎意料地低。” 作者写道，“与政府官员的每次小接触都涉及向职员支付费用，尽管这些费用技术上是非法的，但由于非常普遍，且作为维持非正式关系（‘良好的态度’）的一部分，这些费用被视为正常的，甚至在账本上与其他运营费用一同记账。另一方面，这些‘常规’费用实际上相当小，尤其是如果按每个居民分摊到整个社区… 这些费用似乎主要是习俗性质的，是赠送礼物、表达尊重和维护非正式关系的一部分。”然而，即使如此低水平的每人提取，也足以让关键的地方官员积累可观财富，至少是将其工资翻三倍。
俄罗斯总检察院报告称，2017年因腐败被定罪的人中，执法人员和议员（约2200人）占超过11%。